# Steuerschuldner
Steuerschuldner (auch Steuersubjekt) ist in der Finanzwissenschaft und Steuerlehre eine Person, die den gesetzlichen Tatbestand einer Steuerart verwirklicht und die materielle Steuerpflicht zu erfüllen hat. Pendant ist der Steuergläubiger.

## Allgemeines
Personen, die als Steuerschuldner in Frage kommen, sind natürliche oder juristische Personen. Die vom Steuerschuldner zu entrichtende Steuerschuld ist Grundlage des Steuerschuldverhältnisses. Es ist ein gesetzliches Schuldverhältnis, das aus Steuergläubiger und Steuerschuldner besteht. Zahlungspflichtiger ist der Steuerschuldner, Zahlungsempfänger der Steuergläubiger. Steuerschuld ist die vermögensrechtliche Verpflichtung des Steuerschuldners im Steuerschuldverhältnis, den Steueranspruch des Steuergläubigers zu erfüllen.

## Steuerschuld
Die jeweilige Steuerschuld entsteht, „sobald der Tatbestand verwirklicht ist, an den das Steuergesetz die Leistungspflicht knüpft“ (§ 38 AO). Eine Steuerschuld entsteht also mit Tatbestandsverwirklichung und nicht erst mit Tätigwerden einer Finanzbehörde. Wer die Steuerschuld zu erfüllen hat, wer also Steuerschuldner ist, richtet sich nach den Steuergesetzen (§ 43 AO). So ist im Einkommensteuergesetz (EStG) als Steuerobjekt das Einkommen definiert, wodurch jede natürliche Person mit Wohnsitz oder gewöhnlichen Aufenthalt im Inland zum Steuerschuldner wird (§ 1 Abs. 1 EStG), wenn sie mindestens eine Einkunftsart (§ 2 Abs. 1 EStG) erzielt. Auch wenn die Person im Inland weder einen Wohnsitz noch ihren gewöhnlichen Aufenthalt hat oder zu einer inländischen juristischen Person des öffentlichen Rechts in einem Dienstverhältnis steht und dafür Arbeitslohn aus einer inländischen öffentlichen Kasse bezieht, ist sie Steuerschuldner (Welteinkommensprinzip; § 1 Abs. 1 EStG), wenn sie mindestens eine Einkunftsart (§ 2 Abs. 1 EStG) erzielt. Die Steuerschuld wird stets vom Steuerschuldner getragen. Der Steuerschuldner muss steuerrechtsfähig sein, also Träger steuerlicher Rechte und Pflichten sein können; Handlungsfähigkeit oder steuerliche Geschäftsfähigkeit sind nicht erforderlich.

## Direkte und indirekte Steuern
Der Begriff des Steuerschuldners ist ein Unterbegriff des Steuerpflichtigen, so dass jeder Steuerschuldner auch ein Steuerpflichtiger ist, aber nicht jeder Steuerpflichtige ist ein Steuerschuldner. Der Steuerschuldner ist in der Regel auch der Steuerzahler, ausnahmsweise auch ein Dritter. So hat gemäß § 38 AO in Verbindung mit § 41a EStG die Lohnsteuer nicht der Arbeitnehmer, sondern an dessen Stelle der Arbeitgeber zu entrichten; letzterer ist also Steuerzahler, der Arbeitnehmer ist Steuerschuldner.
Dieses Beispiel gehört in den Bereich der direkten Steuern. Nicht immer ist der Steuerschuldner zugleich auch der Steuerdestinatar, Steuerträger oder Steuerzahler.
Bei den indirekten Steuern sind der Steuerschuldner und die Person, welche die Steuer wirtschaftlich trägt (Steuerträger), nicht identisch. Die Steuer wird aber nicht vom Steuerträger an die Finanzbehörden abgeführt, sondern vom Steuerschuldner. Deshalb sind Steuerschuldner und Steuerdestinatar nicht identisch. Der Staat wünscht im Falle der indirekten Steuern, dass die Steuerschuldner selbst nicht Steuerdestinatare sind, sondern die Steuern auf die Verbraucher ihrer Produkte und Dienstleistungen überwälzen. Die indirekten Steuern gelangen deshalb von den Verbrauchern als wirtschaftliche Steuerträger zum Staat indirekt über die zwischengeschalteten Unternehmen als Hilfsfiskus, die selbst kein Steuerträger sind.
So wird beispielsweise bei der Stromsteuer die Stromentnahme aus dem Stromnetz besteuert. Erhoben wird die Steuer beim Stromversorgungsunternehmen als Steuerzahler und Steuersubjekt, welches die gezahlte Steuer im Strompreis durch Steuerüberwälzung auf die Kunden – die Steuerdestinatare – überwälzt. Die Steuer belastet also den Endenergieverbraucher als Steuerdestinatar und Steuerträger.
Steuerschuldner und Steuerträger sind mithin nur dann identisch, wenn eine Steuerüberwälzung unterbleibt.

## Abgrenzung
Vom Steuerschuldner ist der Steuerpflichtige zu unterscheiden. Steuerpflichtiger ist, wer eine Steuer schuldet, für eine Steuer haftet, eine Steuer für Rechnung eines Dritten einzubehalten und abzuführen hat, wer eine Steuererklärung abzugeben, Sicherheit zu leisten, Bücher und Aufzeichnungen zu führen oder andere ihm durch die Steuergesetze auferlegte Verpflichtungen zu erfüllen hat (§ 33 AO).